# Нижегородский институт управления
Нижегоро́дский институ́т управле́ния — филиал Российской академии народного хозяйства и государственной службы при Президенте Российской Федерации  (Нижегородский институт управления - филиал РАНХиГС) — высшее учебное заведение в Нижнем Новгороде.
Нижегородский институт управления является обособленным структурным подразделением (филиалом) федерального государственного бюджетного образовательного учреждения высшего образования «Российская академия народного хозяйства и государственной службы при Президенте Российской Федерации».
Филиал был создан после реорганизации государственного образовательного учреждения высшего профессионального образования Волго-Вятской академии государственной службы (ГОУ ВПО ВВАГС) в соответствии с указом Президента Российской Федерации от 20 сентября 2010 года № 1140 «Об образовании Российской академии народного хозяйства и государственной службы при Президенте Российской Федерации». 
Нижегородский институт управления включает в себя 3 факультета, 1 колледж, 12 кафедр, а также структурные подразделения, осуществляющие свою деятельность в рамках определенных полномочий. 

## История

### СССР
В 1943 году была создана Горьковская партийная школа при Областном комитете ВКП(б).
2 августа 1946 года учебное заведение получило статус областного и стало называться Горьковская областная партийная школа.
В 1952 году учебное заведение получило новое название — Горьковская высшая партийная школа.
В 1956 году высшая партийная школа получила статус межобластной и новое название — Горьковская межобластная высшая партийная школа. С этого времени в ней проводилась подготовка партийных и советских кадров для 7 областей, 4 автономных республик РСФСР, а также нескольких союзных республик СССР.
В 1991 году высшая партийная школа преобразована в Нижегородский социально-политический институт (НСПИ). Срок обучения составлял четыре года.
В 1957 году в партийной школе обучалось 483 человека, среди которых были как опытные партийные работники, так и молодые коммунисты. Большинство слушателей составляли ставшие членами КПСС в 1941—1950 годы и при разнообразном возрастном составе преобладающим являются слушатели 26—35 лет. По характеру прошлой работы состав также неоднороден. В партийной школе проходили обучение работники областных комитетов КПСС, а также секретари и заведующие отделами районных комитетов КПСС, инструкторы и пропагандисты. Кроме них в партийной школе учились партийные работники, представлявшие низовые партийных организации — секретари партийных и заводских организаций, машинно-тракторных станций, колхозов, а также водного и железнодорожного транспорта. Также большое число слушателей партийной школы ранее занималось советской работой, являясь председателями и заместители председателей, секретарями и работниками районных и областных исполнительных комитетов. В число обучающихся входило небольшое число бывших работников ВЛКСМ. На двух последних курсах также существовали группы журналистов. Кроме очного отделения, при партийной школе имелось и заочное отделение, в задачи которого входило обеспечение учебного процесса для слушателей из Горьковской и Владимирской области. В 1957 году на нём обучалось 427 человек. По этой причине в партийной школе большое внимание уделялось подготовке по экономическим и техническим дисциплинам: статистика, механизация и электрификация сельского хозяйства, общее земледелие и растениеводство, промышленное и гражданское строительство, экономика и организация промышленности, экономика и организация сельского хозяйства, энергетическая база промышленности, животноводство, технология важнейших отраслей промышленности. Кроме них, в качестве факультатива слушатели могли освоить автодело. Преподавание всех этих дисциплин велось при участии ведущих преподавателей — кандидатов и докторов наук Горьковского инженерно-строительного института, Горьковского политехнического института, Горьковского института инженеров водного транспорта и других высших учебных заведений. В партийной школе существовали специальные кабинеты промышленности и сельского хозяйства и конкретной экономики. Наряду с перечисленным в партийной школе давалось широкое политическое образование. Из дисциплин общественно-экономического профиля преподавались следующие: история КПСС и история СССР, политическая экономия, история философии, диалектический материализм и исторический материализм, а также экономическая география, основы советского права, партийное строительство, международное рабочее и национально-освободительное движение. В качестве факультативов слушатели изучали русский язык и один иностранный. К 1957 году партийная школа подготовила более 1500 выпускников различной квалификации, которые затем работали во многих городах и районах СССР.

### Россия

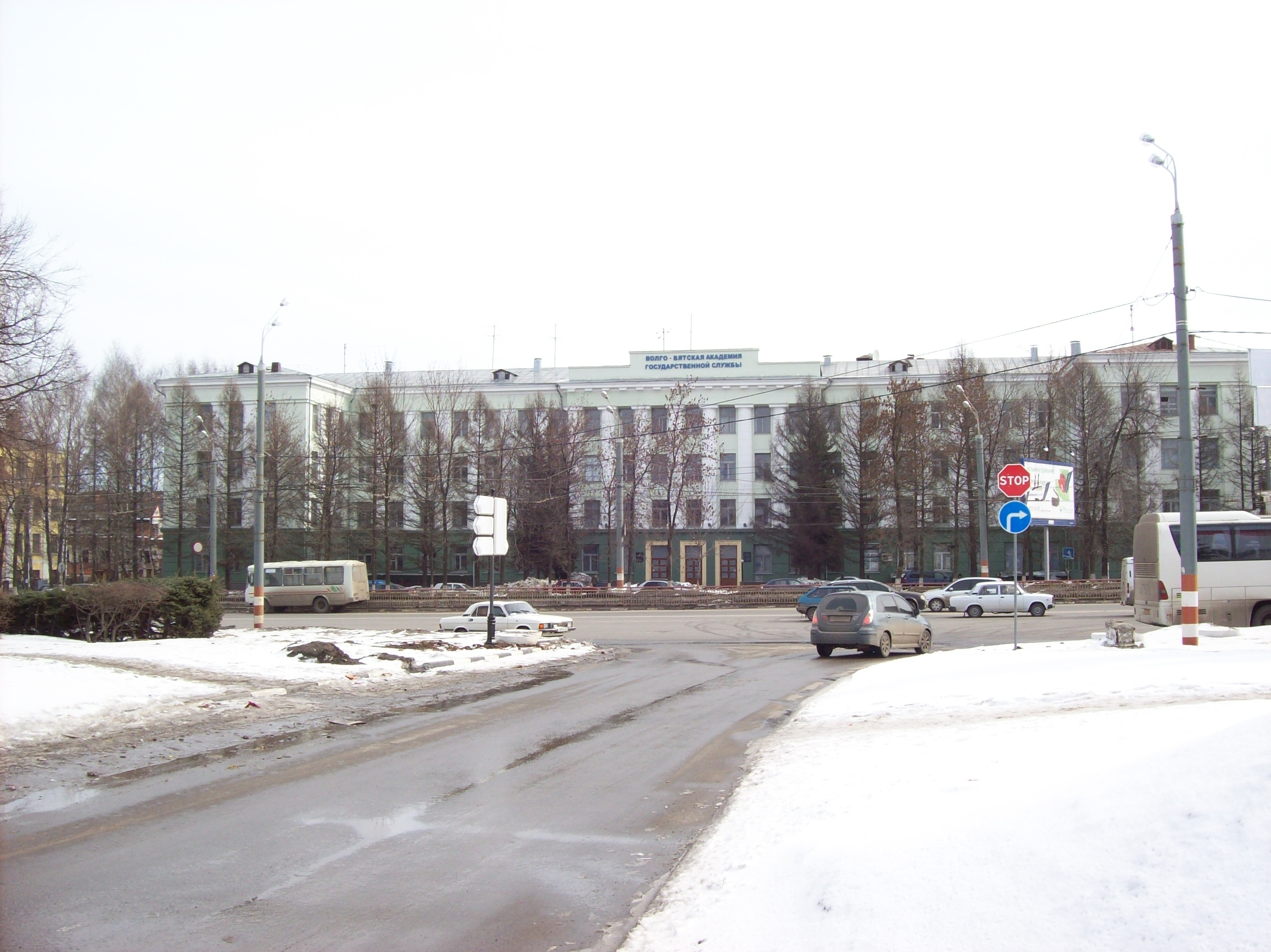
Волго-Вятская академия государственной службы

4 января 1992 года институт был возрождён под названием Волго-Вятский кадровый центр и находился в ведении Главного управления по подготовке кадров для государственной службы при Правительстве Российской Федерации.
В 1995 году кадровый центр преобразован в Волго-Вятскую академию государственной службы (ВВАГС).
20 сентября 2010 года ВВАГС на правах филиала вошла в состав Российской академии народного хозяйства и государственной службы при Президенте Российской Федерации и получила название Нижегородский институт управления.

## Структура

### Факультеты
- Факультет управления
- Факультет экономики
- Юридический факультет

### Кафедры
- Кафедра правового обеспечения национальной безопасности
- Кафедра государственного управления и менеджмента
- Кафедра гражданского и международного права
- Кафедра иностранных языков и профессионального лингвообразования
- Кафедра информатики и информационных технологий
- Кафедра истории и теории государства и права
- Кафедра конституционного и административного права
- Кафедра математического моделирования в экономике и управлении
- Кафедра финансов и правового регулирования финансового рынка
- Кафедра философии, социологии и психологии управления
- Кафедра физического воспитания
- Кафедра экономики и обеспечения экономической безопасности

## Руководители
- 1943 — 2 августа 1946 — ?
- 2 августа 1946—1952 — Михаил Кондратьевич Колобов[2]
- 1952—19 ноября 1953 — ?
- 19 ноября 1953—декабрь 1956 — Пётр Кузьмич Спикин[2]
- декабрь 1956—? — Михаил Николаевич Шумилов[2]
- ?—1962 — ?
- 1962—октябрь 1973 — Пётр Михайлович Лизунов[2]
- июль 1987—декабрь 1990 — Виктор Иванович Жмачинский[2]
- декабрь 1990—1992 — ?
- 1992—2015 — Владимир Андреевич Мальцев
- 2015 — Илья Алексеевич Коршунов
- 2015—2017 — Михаил Геннадьевич Марасов[8]
- 2017—2019 — Осипов Андрей Андреевич[9]
- 2019 — н.в. — Парамонов Александр Васильевич